# Coup de fouet

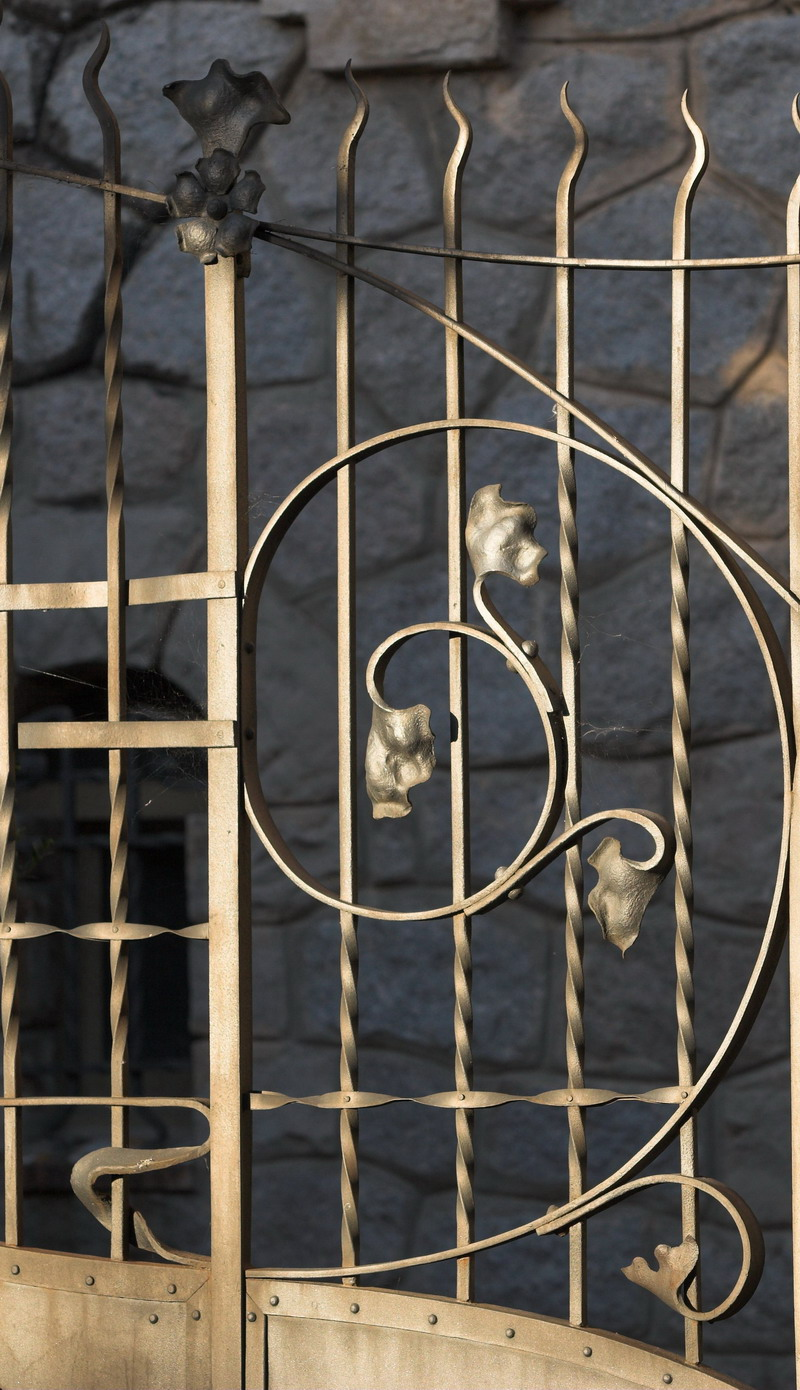
Coup de fouet a la reixa de la porta de serveis de la Casa Barbey de Joaquim Raspall

La fuetada o, sovint en francès, el coup de fouet, és un motiu decoratiu emprat dins l'estil modernista. S'aplica en diferents materials (mosaics, esgrafiats, forja, llums, orfebreria) que es despleguen en composicions abstractes, que expressa la força vital que fa créixer les plantes, sense caure en una reproducció "naturalista".
El terme francès, també expressat en català com a «cop de fuet» o «fuetada», deriva de la similitud visual entre les formes dinàmiques que adopta un fuet o la corda d'una tralla quan s'utilitza i el resultat del tractament artesà linear corbat, amb aspecte de plantes enfiladisses, sobre els diferents materials on s'aplicava.

## Història
L'any 1889, l'Escola de Nancy pren presència a París mitjançant els objectes de Louis Majorelle i Émile Gallé amb les seves formes suaus, amb forta presència de la corba i temes vegetals. Poc després, el 1897, Paul Hankar, Henry van de Velde, Gustave Serrurier-Bovy i Georges Hobé, dissenyaren l'arranjament dels interiors del Palau de les Colònies de l'Exposició Universal de Brussel·les, introduint-hi decididament la línia coup de fouet.
Les noves formes de pensament van ser un terreny fèrtil on creixerien dues línies estètiques de la cal·ligrafia de l'Art Nouveau, una inspirada en l'estructura vegetal, i un altre, amb una estètica geomètrica. El 1893, la línia coup de fouet, sovint qualificada com «la línia belga» apareix, entre d'altres, a les il·lustracions realitzades per Theo van Rysselberghe per als poemes d'Émile Verhaeren publicats en els quaderns editats per Edmond Deman. Les il·lustracions apareixen com una prolongació ornamental de l'escriptura del text. Si bé sovint s'ha identificat al belga Victor Horta, el pioner de l'Art Nouveau, com a possible inspirador del coup de fouet, el seu punt de partida fou, de fet, completament diferent, i la seva arquitectura postulava un seguit de valors universals que tenen molt poc a veure amb aquesta línia.
L'Exposició Universal de París de 1900 va suposar l'expansió de l'Art Nouveau per tot Europa. De fet, la denominació "Art Nouveau" deriva del pavelló de mobles i decoració que Siegfried Bing va instal·lar-hi i que també va donar al seu negoci de decoració. Aquest
establiment va contribuir poderosament a popularitzar la línia coup de fouet i l'estilitzada decoració floral. Una tendència que va arribar i es va difondre també pel Modernisme català, de tal forma que cap al 1900 molts arquitectes catalans ho van incorporar als seus dissenys decoratius dels edificis abandonant els repertoris medievals dels anys 1890, tot i mantenir l'estructura gòtica.
L'excés de la línia corba evocant les flors o la dona, va rebre la resposta d'arquitectes de l'altre costat del Rin. A Alemanya Peter Behrens i Adolf Loos, i a Àustria Otto Wagner, Joseph Hoffmann i Joseph Maria Olbrich, probablement sota la influència de Charles Rennie Mackintosh, van promocionar una línia basada en la simplicitat rigorosa de les formes quadrangulars, fent coincidir aspectes decoratius i funcionals.